# Strategus craigi
Strategus craigi är en skalbaggsart som beskrevs av Brett C.Ratcliffe 1976. Strategus craigi ingår i släktet Strategus och familjen Dynastidae. Inga underarter finns listade i Catalogue of Life.